# توبوليف تي يو-22 إم
طائرة توبوليف تي يو-22 إم (بالروسية: Туполев Ту-22М) هي قاذفة قنابل استراتيجية وبحرية أسرع من الصوت بعيدة المدى، صممت من قبل الاتحاد السوفييتي لاستهداف وضرب الأساطيل البحرية. ولا تزال أعداد كبيرة منها في الخدمة مع القوات الجوية الروسية.
التصميم الرئيسي لهذه الطائرة كان في طائرة توبوليف تي يو-22 التي لم يثبت نجاحها بصورة عملية، في بعض الأحيان ظهرت على أنها أقل شأنا من سابقتها من طراز تى يو - 16، المدى والإقلاع كانت نقاط الضعف الواضحة وعلى وجه الخصوص، وكانت القوات الجوية السوفيتية قد بدأت فعليا في تطوير توبوليف تي يو-22 إم حتى قبل أن تبدأ توبوليف تي يو-22في الخدمة.
كما هو الحال مع مشاريع ميكويان جيروفيتش ميج 23 وسوخوي اس يو 17، كانت مزايا هندسة الأجنحة المتحركة تبدوا خيالية، مما يتيح الجمع بين الإقلاع القصير والكفاءة في التحليق، والسرعة العالية، والطيران على مستويات منخفضة. وكانت النتيجة تحولا جديدا في صناعة الاجنحة المتحركة وتمثل بإنتاج الاجنحة من طراز Samolët 145، المستمدة من طراز تى يو 22، مع بعض الميزات التي اقترضت من طراز تى يو98 الفاشل.

## النماذج المصنعة
النموذج الأول، توبوليف Tu-22M0، الذي حلق لأول مرة في 30 آب 1969، شوهدت هذه الطائرات للمرة الأولى من قبل حلف شمال الأطلسي في ذلك الوقت. لعدة سنوات كان يعتقد في الغرب بأن هذه الطائرات كانت توبوليف 26. أثناء المفاوضات SALT في الثمانينات أصر السوفيات على أنها كان من طراز توبوليف Tu-22M، في ذلك الوقت اشتبهت السلطات الغربية بأنها كانت تسمية مضللة القصد منها الإشارة إلى أنها طائرات من طراز توبوليف 22 بدلا من أسلحة أكثر تقدما، يبدو الآن أن Tu-22M كانت في الواقع تسمية صحيحة.
أنتجت تسعة فقط من طراز Tu-22M0 كتجربة الطائرات والإنتاج، تليها تسع أو أكثر توبوليف 22M1 التجريبية، بدأ الإنتاج الكمي في عامي 1971 و 1972.
أول إنتاج لنسخة رئيسية في عام 1972، كانت من طراز توبوليف 2 Tu-22M مع أجنحة أطول وتصميم محدث بصورة كبيرة، مع محركات من طرازNK-22، ومعدات جديدة تحمل عجلات الهبوط في الجناح. هذا النموذج الأكثر شيوعا كان مسلحاً بصواريخ كروز طويلة المدى / صواريخ مضادة للسفن، وكانت تحمل عادة واحد أو اثنين من صاروخ Raduga Kh-22 المضاد للسفن، بعض هذه الطائرات كان قد اعيد تجهيزها بمحركات NK-23 الأكثر قوة، واعيدت تسميتها لتصبح Tu-22M2Ye.
.
في وقت لاحق استخدم النموذج الذي أطلق عليه اسم Tu-22M3، الذي كان أول طيران له في عام 1976 ودخل الخدمة في عام 1983، كانت هذه الطائرة قد زودت بمحركات من طراز NK-25 الأكثر قوة من سابقاتها، كانت الاجنحة الجديدة تشبه اجنحة الطائرة ميج 25، مع زيادة الحد الأقصى لحركة الأجنحة، مع الانف الجديد الذي يحتوي على رادار من طراز PN-AD ونظام الطواريخ المضاد للسفن من طراز NK-45، الامر الذي أدى إلى تحسن في التحليق المنخفض، مع وجود مدفع رشاش في الذيل، وتوفير حاملة صواريخ داخلية دوارة لإطلاق صواريخ من طراز Raduga Kh-15، على غرار الصاروخ الأمريكي AGM-69 SRAM، كان هذا النموذج يلقب بالترويكا، على الرغم من أنه في بعض الأحيان يشار إليه بتوبوليف 22 في الخدمة الروسية.
قدرة التي يو 22 ام على التزود بالوقود من الجو كانت واحدة من نقاط الجدل، عند التصنيع كان قد اضيف خرطوم في الجزء العلوي من مقدمة الطائرة، وتم ازالته نتيجة لمفاوضات SALT، على الرغم من أنه يمكن إعادته بسهولة إذا لزم الأمر.
وهناك عدد صغير، وربما 12، من طراز توبوليف Tu-22M3s تم تحويلها إلى Tu-22M3(R) أو Tu-22MR القياسية، مع رادار جانبي من طرازShompol وغيرها من معدات الاستطلاع، ومعدات التشويش الإلكتروني والتشويش الإلكتروني المقابل، الطراز Tu-22MP تم بناؤه في عام 1986، ولكن حتى الآن لم يتم بناء سوى اثنين أو ثلاثة نماذج على ما يبدو. بعض Tu-22 الباقية إلى الآن كان لها معدات متعلقة بإلكترونيات الطيران لطراز Tu-22ME القياسي والتي لاتتوفر عنها المعلومات الكافية لدى حلف الأطلسي.
تم تصنيع 497 طائرة Tu-22خلال الفترة من 1971 إلى 1993.

## الخدمة التشغيلية

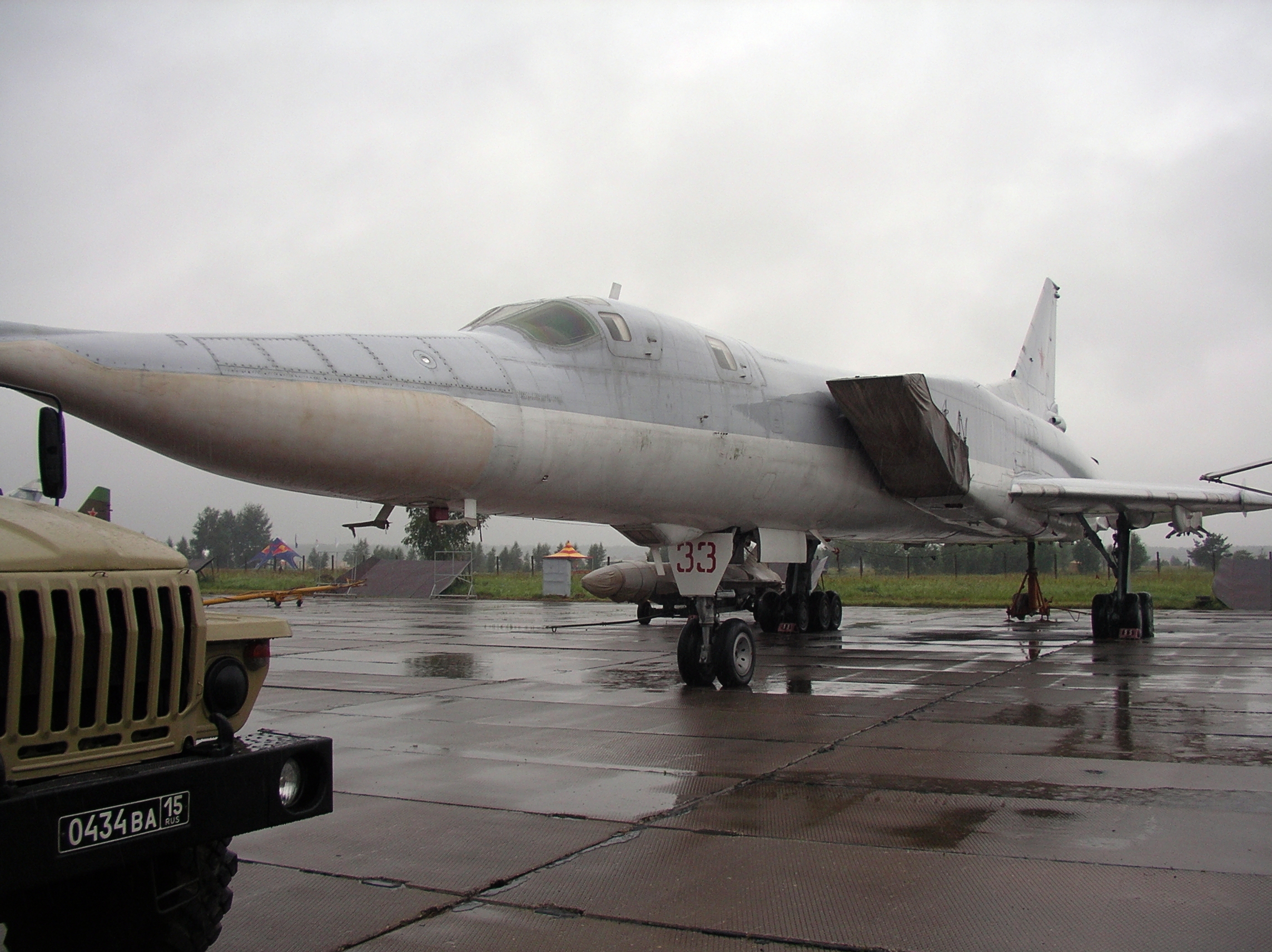
طائرة Tu-22M3 في المدرج العسكري

خلال الحرب الباردة، استعملت Tu-22M من قبل القوات الجوية السوفيتية في ادوار القاصفة الاستراتيجية، في الطيران البحري السوفياتي في دور قاصفة بعيدة المدى لمكافحة السفن.
أولى المعارك التي شاركت فيها كانت في أفغانستان من 1987 إلى 1989. وكان الاستخدام مماثلاً لاستخدام الولايات المتحدة لقاذفات بى 52 ستراتوفورتريس في حرب فيتنام، استعملت هذه القاصفات في إسقاط حمولات كبيرة من الذخائر التقليدية، استخدمت روسيا الطراز Tu-22M3 في القتال ضد القوات الشيشانية في عام 1995، وفي شن غارات بالقرب من غروزني.
في وقت انهيار الاتحاد السوفياتي، كان لا يزال نحو 370 طائرة في الخدمة في جمهوريات الاتحاد السوفيتي، انتهى الإنتاج في عام 1993، في عام 2008، كان الباقي في الخدمة حوالي 162 طائرة، مع 93 طائرة إضافية في الاحتياطي.
الجيش الروسي اعترف رسميا بفقدان طائرة وهي من طراز Tu-22Mاسقطت بواسطة الدفاعات الجوية الجورجية في وقت مبكر من حرب أوسيتيا الجنوبية 2008، تم القبض على واحد من أفراد الطاقم (الرائد فياتشيسلاف مالكوف) وقتل اثنان اخران وفقد قائد الطائرة.

## تصدير
لم يصدر الاتحاد السوفياتي Tu-22M الا 6 قاذفات لجمهورية أفغانستان سنة 1976، ولكن تفكك الاتحاد السوفياتي ترك بعض الطائرات في حوزة جمهوريات الاتحاد السوفياتي السابق. روسيا البيضاء تمتلك 52 طائرة (القابلية للخدمة غير واضحة)، وتمتلك أوكرانيا 29 طائرة إضافية، ولكن لأن الحكومة الأوكرانية قد تركت الأسلحة النووية، فان تلك الطائرات قد دمرت، وآخرها في عام 2004.
سعت روسيا لبيع طائرات Tu-22M منذ عام 1992، العملاء المحتملين كانت دول إيران والهند وجمهورية الصين الشعبية، ولكن يبدو أن المبيعات لم تر النور، هناك أربعة طائرات كانت مؤجرة للهند في عام 2001 لأغراض الاستطلاع البحري والقصف.

## المواصفات (تي يو-22 إم)

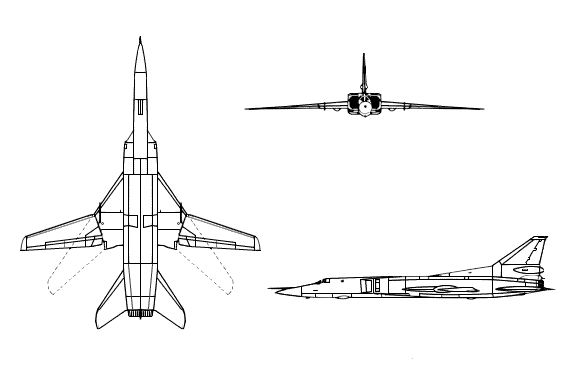
الإسقاط العامودي من الطراز.

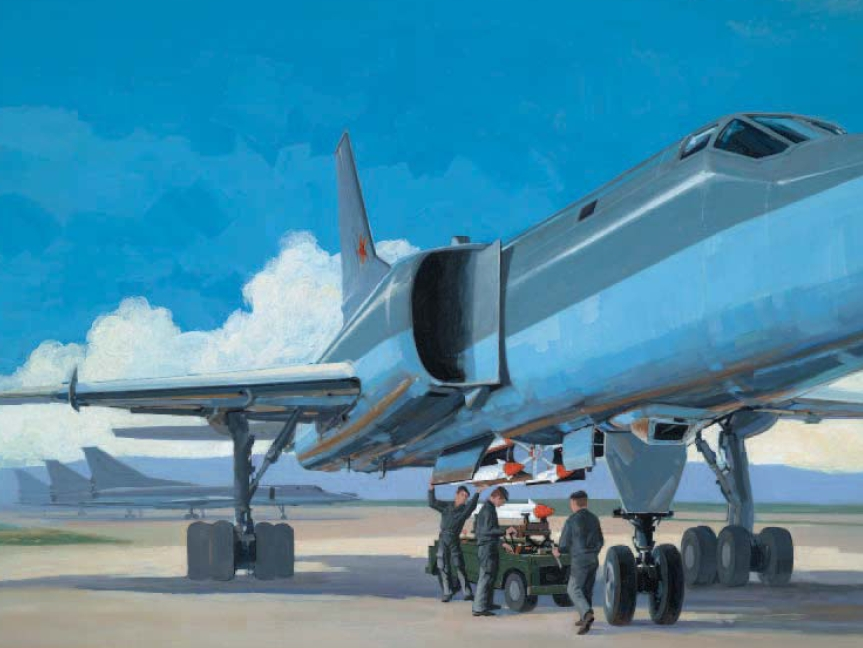
تحميل اس 16 على قاذفة الصواريخ الدوارة

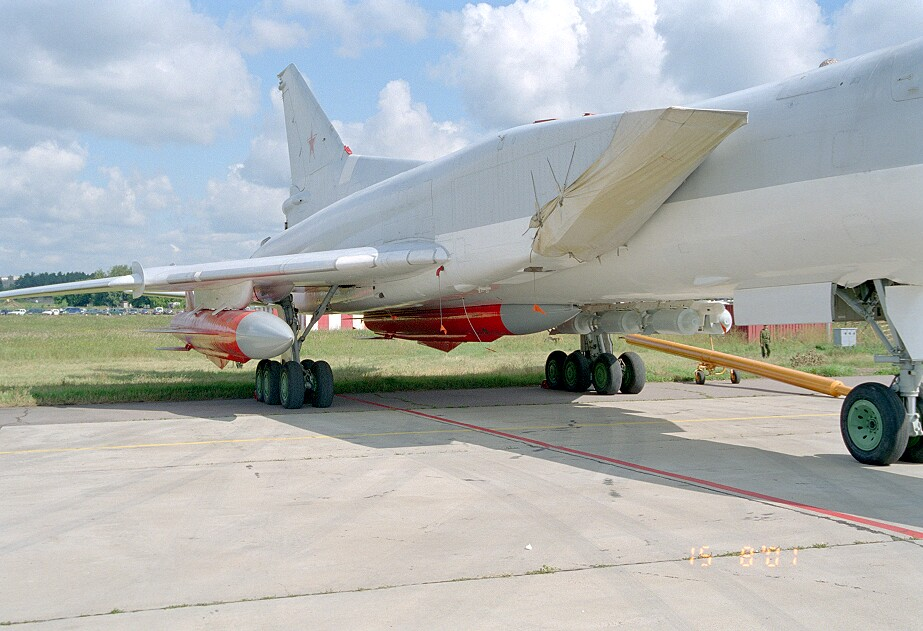
صواريخ مضادة للسفن من طراز كيه اتش-22 اسفل توبوليف تي يو-22 إم

الخصائص العامة
- الطول:  ()
- باع الجناح:  ()
- الارتفاع:  ()

الأداء

وتزود الطائرة بصواريخ حديثة وبعيدة المدى موجهة ذاتياً (جو- أرض) من طراز x-22" تطلق على مدى 500 كلم، ومدفع أُتوماتيكي عيار 23ملم وقنابل ذكية
واستخدمت تلك الطائرة لتوجيه ضربات على مواقع في سوريا.
وتتوفر في حوزة الجيش الروسي حالياً 150 طائرة من هذا النوع 40 منها صالحة للإستخدام القتالي

## المشغلون
- حاليا:
  - القوات الجوية الروسية
  - البحرية الروسية
- سابقا:
  - القوات الجوية السوفيتية
  - القوات الجوية الأوكرانية

القوات الجوية الليبية